# Eric Jan Quakkelsteijn
Eric Jan Quakkelsteijn (Hoek van Holland, 9 maart 1971) is een in Nederland veroordeelde gewapende overvaller volgens Strafrecht artikel 312.

## Overvallen op grenswisselkantoren
Quakkelsteijn groeide op in Hoek van Holland en woonde later tot 1999 in de Belgische Ardennen. Na zijn aanhouding in 1999 werd hij berucht vanwege gewelddadige overvallen op grenswisselkantoren. Hij bracht artisanale explosieven tot ontploffing om zich toegang tot de grenswisselkantoren te verschaffen. Vervolgens maakte hij daarbij – volgens justitie – als een vakman gebruik van de aanwezige paniek en verwarring die dit veroorzaakte; ook verschafte hij zich met behulp van een semiautomatisch vuurwapen een vluchtweg.
Het betrof overvallen op grenswisselkantoren op Station Hoek van Holland Haven in 1998 en Station Rotterdam Centraal in 1999. Voor de GWK-overval in Maastricht in 1997 werd Quakkelsteijn volledig vrijgesproken. Bij de overval in Hoek van Holland vielen negen lichtgewonden en was zijn buit aanzienlijk. In Rotterdam viel een gewonde omstander door een schotenwisseling met de aanwezige politie-agenten waarbij door beide partijen tientallen kogels werden afgevuurd.

## Arrestatie, ontsnapping en arrestatie
Opgepakt en in hoger beroep door het gerechtshof van Den Haag veroordeeld tot veertien jaar gevangenisstraf, wist hij in december 2001 samen met medegedetineerde S. via een grote ontluchtingskoker in de metaal-werkzaal met een zelfgemaakte stalen hamer een gat te maken in het gepantserde glas in de gevel uit het Rotterdamse huis van bewaring De Schie te ontsnappen. Penitentiaire Inrichting De Schie is door architect Carel Weeber ontworpen en is een van de strengst beveiligde gevangenissen van Nederland. Quakkelsteijn meende onterecht te zijn veroordeeld en wilde met de ontsnapping zijn onvrede met het rechtssysteem tonen. Begin 2002 nam hij schriftelijk contact op met zijn advocaat en verzocht deze in beroep te gaan tegen het vonnis omdat hij meende onschuldig te zijn. In april 2002 belandde het dossier van de beruchte GWK-overvaller in de middenberm van de snelweg A13 nabij Delft: tijdens een veroorzaakt verkeersongeluk had motorrijder advocaat-generaal H. van Atteveld het dossier verloren, maar durfde niet te stoppen. Omdat hij door het landelijk parket beschouwd wordt als de meest vuurwapengevaarlijke crimineel van Nederland, werden zijn naam en foto vrijgegeven na zijn ontsnapping, met toestemming van minister van Justitie Korthals. Ondanks een grote klopjacht bleef Quakkelsteijn op vrije voeten, medegedetineerde S. werd door de politie in zijn been geschoten en aangehouden.
Op 15 mei 2007 maakte het Openbaar Ministerie door middel van een persbericht bekend dat Quakkelsteijn, die na zijn ontsnapping in december 2001 vijf en half jaar uit handen van justitie had weten te blijven, in Arnhem bij toeval was gearresteerd. 

## Verdenking van terrorisme
Op 22 april 2009 maakte RTV Rijnmond bekend dat Quakkelsteijn mogelijk van plan is geweest aanslagen te plegen. Justitie maakt dat op uit de grote hoeveelheden grondstoffen, hulpmiddelen voor explosieven, kaarten en beeldmateriaal die in zijn woning aan de Boelstraat in Rotterdam werden aangetroffen. De politie nam foto's in beslag van Hotel New York, het Botlekgebied en de rechtbank in Rotterdam. Ook de veiligheidsmaatregelen in het centrum van Den Haag tijdens Prinsjesdag kwamen boven water. Verder zou hij een tiental poederbrieven hebben gestuurd naar de AIVD, Shell, de rechtbank Rotterdam en de fractie van Leefbaar Rotterdam. Ook wordt hij verdacht van afpersing en een valse bommelding. Voor de meeste verdenkingen werd Quakkelsteijn vrijgesproken.
Quakkelsteijn zit een gevangenisstraf van veertien jaar uit in de extra beveiligde gevangenis in Vught voor de gewelddadige overvallen. In maart 2010 werd tevens zestien jaar gevangenisstraf geëist voor onder meer het voorbereiden van terroristische aanslagen op doelen in het Botlekgebied en bij de rechtbank in Rotterdam.
De rechtbank legde hem op 12 april 2010 nogmaals twaalf jaar cel op. Het gerechtshof in Den Haag maakte daar in hoger beroep op 31 oktober 2012 tien jaar cel en zes maanden van. Het hof achtte net als de rechtbank bewezen dat Quakkelsteijn plannen had voor een reeks ernstige misdrijven, zoals moord, brandstichting en ontploffingen. Daarnaast heeft hij poeder- en kogelbrieven verstuurd. Het hof haalde één jaar van de straf af omdat de procedure al zo lang duurt, sinds 2007. Verder kreeg hij een half jaar korting omdat hij al die tijd in het zwaarste detentieregime van Nederland verblijft, in de Extra Beveiligde Inrichting (EBI) in Vught. Quakkelsteijn kondigde onmiddellijk aan in cassatie te gaan bij de Hoge Raad. In totaal kreeg Quakkelsteijn 24 jaar celstraf opgelegd.

## Overig
Op 27 mei 2011 ontzette Quakkelsteijn Jesse Remmers, een van de hoofdverdachten in het liquidatieproces Passage, die belaagd werd door Mohammed Bouyeri. De directie van de gevangenis had Quakkelsteijn hiertoe bewust toegelaten op de luchtplaats nadat Bouyeri Remmers aanviel met de poging om Remmers te doden. Het EBI-personeel mocht niet ingrijpen.
Als zeer ervaren beoefenaar van Jiu Jitsu, Kenjutsu en Ninjutsu was Quakkelsteijn een aantal jaren actief als docent (sensei) van een Nin-Jitsu club (dojo) in Maassluis en Rotterdam, maar gaf ook elders op het noordelijk halfrond trainingen.
Quakkelsteijn is sinds 2021 weer op vrije voeten.